# Rijksbeschermd gezicht Heusden
Gezicht Heusden is een van rijkswege beschermd stadsgezicht in Heusden in de Nederlandse provincie Noord-Brabant. De procedure voor aanwijzing werd gestart op 31 oktober 1969. Het gebied werd op 21 augustus 1972 definitief aangewezen. Het beschermd gezicht beslaat een oppervlakte van 202,1 hectare.
Panden die binnen een beschermd gezicht vallen krijgen niet automatisch de status van beschermd monument. Wel zal de gemeente het bestemmingsplan aanpassen om nieuwe ontwikkelingen in het gebied te reguleren. De gezichtsbescherming richt zich op de stedenbouwkundige en cultuurhistorische waardering van een gebied en wil het toekomstig functioneren daarvan veiligstellen.